# تشو يونغ هيونغ
تشو يونغ هيونغ (بالكورية: 조용형) (مواليد 3 نوفمبر 1983 في إنتشيون) لاعب كرة قدم كوري جنوبي يلعب حاليا في نادي جيجو يونايتد الكوري الجنوبي .

## روابط خارجية
- تشو يونغ هيونغ على موقع الاتحاد الدولي (مؤرشف)  (الإنجليزية)
- تشو يونغ هيونغ على موقع دوري كوريا الجنوبية (الإنجليزية)
- تشو يونغ هيونغ على موقع قاعدة بيانات كرة القدم.إي يو (الإنجليزية)
- تشو يونغ هيونغ على موقع ناشيونال فوتبول تيمز (الإنجليزية)
- تشو يونغ هيونغ على موقع Soccerway.com (الإنجليزية)
- تشو يونغ هيونغ على موقع عالم كرة القدم.نت (الإنجليزية)
- تشو يونغ هيونغ على موقع كووورة